# Carolina Stanley
Carolina Stanley (Buenos Aires, 22 de noviembre de 1975) es una abogada y política argentina, miembro de Propuesta Republicana. 
Durante la presidencia de Mauricio Macri, fue Ministra de Desarrollo Social de la Nación. Anteriormente, había sido Ministra de Desarrollo Social de la Ciudad de Buenos Aires.
Desde 2021 se desempeña como Asesora General Tutelar del Ministerio Público Tutelar de la Ciudad de Buenos Aires.

## Biografía
Proviene de una familia de origen irlandés. Su padre es el empresario Guillermo Stanley.
Está casada con el periodista y político Federico Salvai, con quien tiene dos hijos.
Es hincha de River.

### Formación
Realizó la educación primaria y secundaria en la escuela bilingüe St. Catherine's School. Obtuvo el bachillerato internacional en inglés y francés.
Estudió la carrera de Derecho en la Universidad de Buenos Aires, donde se graduó con honores en 1999
Complementó sus estudios de grado con un programa de Capacitación de Funcionarios en Promoción Exterior y Comercio Internacional en el Instituto Valenciano de la Exportación (España) y un programa de Intercambio de Jóvenes Líderes de la Política de la Fundación Universitaria del Río de la Plata (FURP), realizado en Estados Unidos en 2002.

## Actividad política
En 1998 y 2000, Stanley fue consultora en el Ministerio de Relaciones Exteriores, Comercio Internacional y Culto.Entre 2000 y 2003 trabajó en la Legislatura de Buenos Aires como asesora en temas de política social a la legisladora María Laura Leguizamón.Durante su paso por la legislatura conoció a Federico Salvai, su pareja desde entonces, con quien contrajo matrimonio en 2006.
En 2003, Stanley colaboró en la campaña de Compromiso para el Cambio en las elecciones porteñas. Tras el resultado adverso, se sumó como voluntaria al Grupo Sophia, donde Stanley desarrolló una relación de colaboración y amistad personal con María Eugenia Vidal.
Por iniciativa de Macri, por entonces presidente de Boca Juniors, Vidal y Stanley desarrollaron un programa de comedores comunitarios en el barrio del club.
Entre 2004 y 2007 fue directora ejecutiva del Grupo Sophia.

## Gobierno de la Ciudad de Buenos Aires
En 2007 Mauricio Macri accede a la Jefatura de Gobierno de la Ciudad y nombra a Stanley al frente de la Dirección General de Fortalecimiento de la Sociedad Civil del Ministerio de Desarrollo Social. Al frente de la Dirección, Stanley desarrolló más de 500 proyectos en articulación con organizaciones de la sociedad civil.

### Legisladora por la Ciudad de Buenos Aires
En las elecciones legislativas de Argentina de 2009 fue candidata a legisladora elegida por PROy resultó electa. Presidió la comisión de Políticas de Promoción e Integración Social.
Impulsó una ley destinada a prevenir los accidentes producidos por el monóxido de carbono, sancionada en diciembre de 2009.
En 2011, presentó un proyecto para garantizar el mantenimiento de los Centros de Primera Infancia, una política de la Ciudad lanzada en 2009.
Stanley presentó una propuesta de modificación del Régimen de Faltas de la Ciudad de Buenos Aires, incorporando más requisitos para aquellas personas que quieran publicar “avisos clasificados que en forma expresa o implícita ofrezcan servicios o artículos sexuales”.
En septiembre de 2011, organizó en la Legislatura la  Iº Jornada sobre Discapacidad e Inclusión Social.

### Ministra de Desarrollo Social de la Ciudad

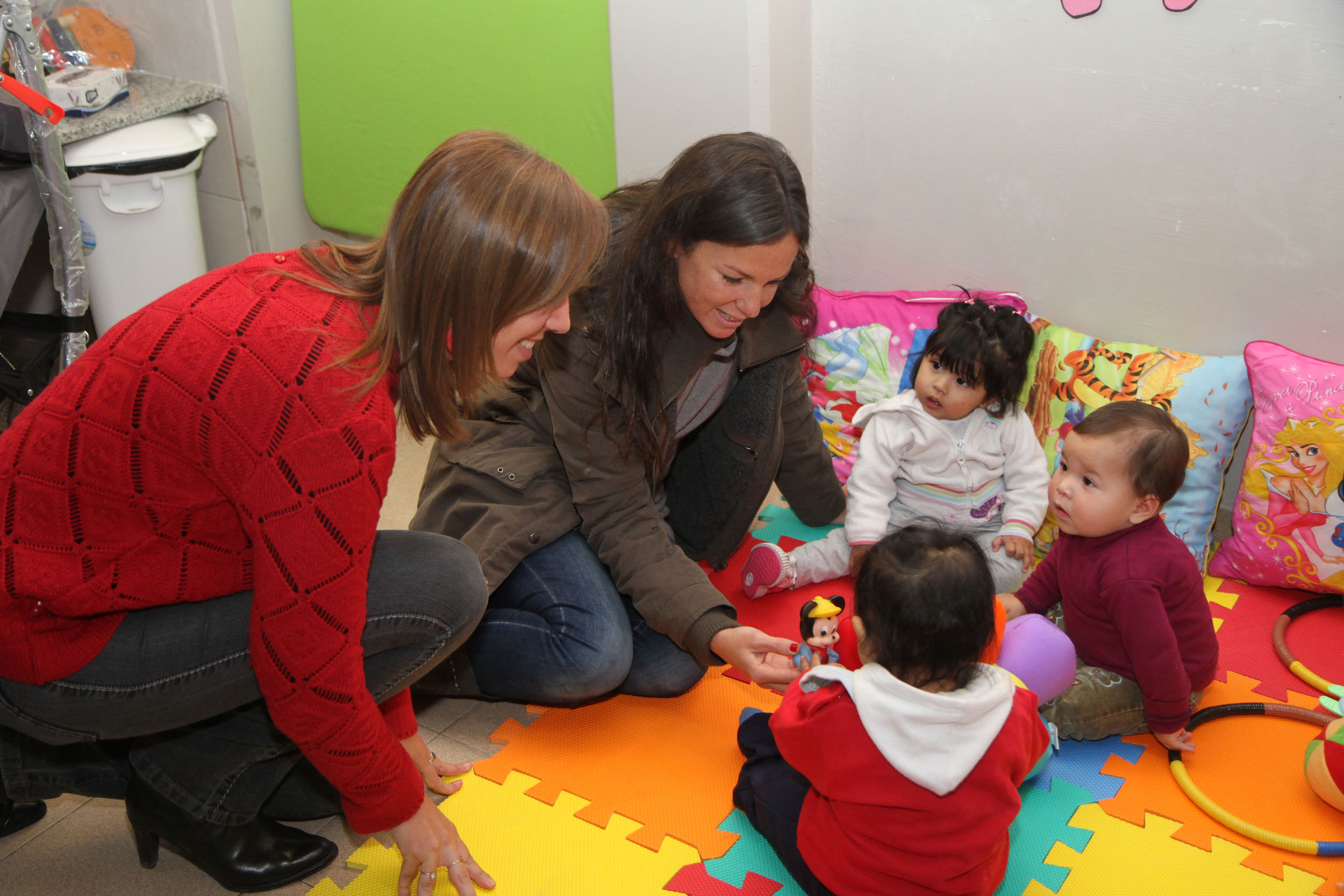
Carolina Stanley junto a María Eugenia Vidal en 2012, en el Centro de Primera Infancia (CPI) “Tiempo de Compartir”, ubicado en el barrio de Villa Soldati

En 2011, sucedió a María Eugenia Vidal al frente del Ministerio de Desarrollo Social de la Ciudad de Buenos Aires.
En junio de 2013, Stanley lanzó el Operativo Frío, que involucró a 700 agentes y 40 unidades móviles que recorrían los barrios para asistir a personas en situación de calle afectadas por las temperaturas invernales en la Ciudad.
En 2013 lanzó también el Programa Adolescencia, consistente en talleres culturales, deportivas, de ciencia y tecnología de las que ese año participaron 10.000 jóvenes de la Ciudady el programa social “Primeros Meses”, que ofrece asistencia médica y ayuda económica a madres de recién nacidos y mujeres embarazadas en contextos vulnerables.
En noviembre de 2014, Stanley organizó el 1º Congreso Internacional sobre Protección Social y Políticas Sociales en la Ciudad de Buenos Aires, con representantes de UNICEF, UNESCO, CEPAL, entre otros organismos.
En los años 2012,2013,y 2014, Stanley impulsó campañas audiovisuales de prevención y concientización del “Día internacional de la Eliminación de la Violencia contra la mujer”. Stanley declaró en ese momento que en Argentina “en los últimos cinco años una mujer fue asesinada cada 30 horas como víctima de violencia de género”.
En 2014 impulsó la campaña “Noviazgos violentos” tras revelar que el 10% de las denuncias que recibían provenían de situaciones de violencia en la pareja.En el mismo sentido, fue impulsora de la lucha contra la trata de personas.
En diciembre de 2014, inauguraron un nuevo Centro de Primera Infancia en Villa Soldati.
La política se extendió en distintos puntos de la Ciudad, en la que se abrieron en total 70 centros de Primera Infancia.
Durante su gestión, se creó un Centro Integral de la Mujer (CIM) en cada comuna de la Ciudad.
Desarrolló el Programa Juegotecas, en el ámbito de la Dirección General de Niñez y Adolescencia, consistente en la creación de espacios de juego para niños a contraturno escolar, con un equipo interdisciplinario de adultos a cargo. Hacia 2014, existían 22 sitios en la Ciudad, que recibían unos 1.300 niños mensualmente.
En marzo de 2015, la campaña #QuéOnda, destinada para generar conciencia y prevención sobre la violencia de género entre adolescentes fue distinguida por la Legislatura Porteña.

## Ministra de Desarrollo Social de la Nación

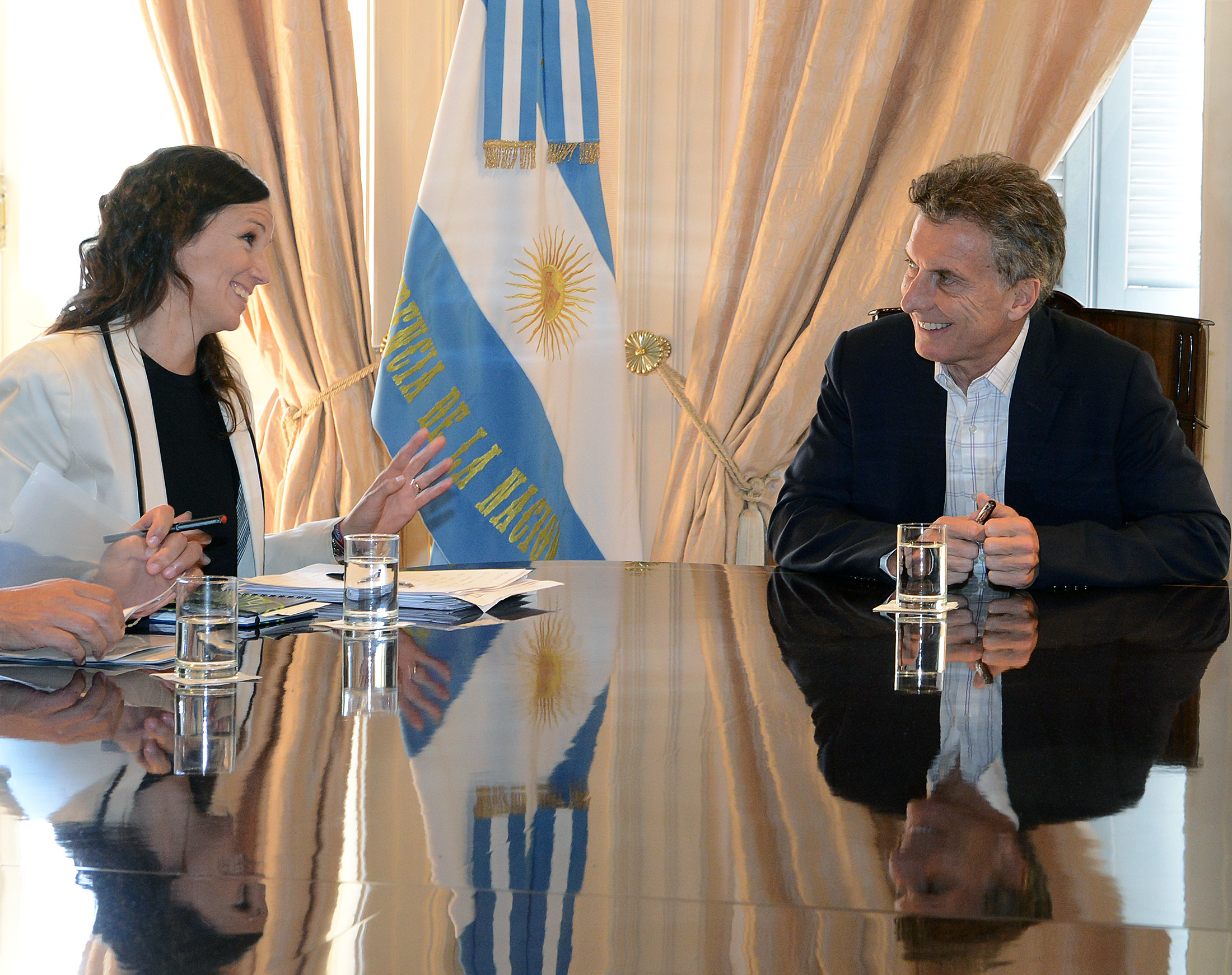
Carolina Stanley en la Casa Rosada, junto a Mauricio Macri, en diciembre de 2015.

En diciembre de 2015 fue designada por Mauricio Macri en el cargo de Ministra de Desarrollo Social de la Nación y presidente del Consejo Nacional de Coordinación de Políticas Sociales.Stanley fue reconocida dentro de su espacio político por su capacidad de gestión en los barrios popularesy articulación con movimientos sociales.
En el primer semestre de su gestión, la Asignación Universal por Hijo pasó de 3,7 a 3,9 millones de beneficiarios hasta junio de 2016.
Desde 2016, "El Estado en tu Barrio” fue un programa que consistía en el recorrido de barrios por parte de distintos organismos del gobierno con puestos temporales, en los que los vecinos podían realizar consultas médicas, tramitar documentos personales, tarifa social de los servicios públicos,  información sobre gestión jubilatoria, prevención de adicciones o enfermedades, así como acceder a actividades recreativas para niños.De acuerdo al informe de Fundación Pensar, el programa tuvo hasta 2019 más de 4 mil ediciones en 508 localidades del país y estiman la realización de 7 millones de trámites.
En abril de 2016, se creó por decreto el Plan Nacional de Primera Infancia, creado financiamiento de guarderías donde, entre otras cosas, se brinda asistencia nutricional a niños de entre 45 días y cuatro años.
Stanley creó el Registro Nacional de Barrios Populares (RENABAP). De dicho relevamiento surgió que, hacia 2018, existían 4.228 villas en la Argentina, donde residían unas 3.5 millones de personas.El presupuesto 2017 del gobierno nacional comprendió la creación de 547 espacios en todo el país.
El Plan Nacional Creer y Crear, también aprobado en abril de 2016, consistía en una asistencia económica administrada por los gobiernos provinciales para la Empleabilidad de las personas con la entrega de microcréditos, maquinarias, insumos, instalación de ferias y mercados.
En junio de 2017 se conoció que la ministra había decidido aplicar un decreto del año 1997 elevando significativamente las exigencias y condiciones de quienes recibían pensiones del gobierno nacional, considerando que durante los gobiernos kirchneristas (2003-2015) las pensiones por invalidez habían crecido un 1422%, a pesar de no haber sufrido ninguna guerra o catástrofe natural.Por esa medida, desde enero de 2017 hasta mediados de junio de ese año se redujo la cantidad de pensiones por invalidez consideradas irregulares.Tras la evaluación y quita de pensiones consideradas irregulares, el ministerio anunció el reestablecimiento de "todas aquellas pensiones de personas que tienen discapacidad y que, por error de aplicación de criterio, pueden haberse quedado sin cobrar la pensión en este último cobro" y que se haría una "restitución automática de las pensiones".
Durante el segundo semestre de 2017 se registró según datos de INDEC un 25,7% de pobreza, el índice más bajo de Argentina en los últimos 20 años.
En 2018, el ministerio anunció el  Plan Nacional de Prevención del Embarazo Adolescente, ofreciendo información, consejerías en escuelas y promoción del uso de métodos anticonceptivos. De acuerdo a datos del Ministerio, por entonces en Argentina 7 de cada 10 embarazos adolescentes no eran intencionales.La cifra de embarazo de madres menores de edad había registrado una caída de 110.000 a 94.000 entre 2015 y 2017, aunque el número seguía siendo alarmante.Entre 2015 y 2019 se registra una caída del 20% en el embarazo no intencional entre adolescentes.
Por entonces, la ministra Stanley declaró estar en contra del aborto, pero a favor del debate público y el tratamiento del proyecto en el ámbito legislativo.
Stanley impulsó el Programa Nacional Primeros Años, orientado al fortalecimiento de las capacidades de crianza de familias con niños y niñas de 0 a 4 años en situación de pobreza.
En 2019, tras diez años de creación de los centros de primera infancia, se alcanzó la baja histórica en la tasa de mortalidad infantil en la Ciudad de Buenos Aires.
En diciembre de 2018, el ministerio impulsó el Plan de Igualdad de Oportunidades y Derechos, consolidando las acciones de todo el gobierno nacional.Durante el lanzamiento de este plan, el presidente Macri hizo alusión Caso Fardín contra Darthés, que conmocionó a la sociedad argentina, tras una ola de denuncias de abuso sexual luego de la trascendencia del caso.Posteriormente, la ministra Stanley, junto a Fabiana Túñez, por entonces titular del Instituto Nacional de las Mujeres, tuvieron un rol protagónico en la gestión con la cancillería de Nicaragua para acelerar la investigación.
En febrero de 2018, Stanley anunció el cierre de los programas Argentina Trabaja y Ellas Hacen, que fueron fusionados en el nuevo programa “Hacemos Futuro”, afirmando que habría mayor control en las asignaciones.
En septiembre de 2019, Stanley declaró que “el gasto social en la Nación es más del 75% del presupuesto”. El dato fue respaldado por analistas especializados, señalando no obstante una leve caída respecto del gasto social en 2018.

## Actualidad
Desde 2021, Stanley es Asesora General del Ministerio Público Tutelar de la Ciudad Autónoma de Buenos Aires.
En 2022, se sumó a INSPIRE, una iniciativa global de las Naciones Unidas contra el maltrato infantil.
Entre 2022 y 2023 se desempeñó como profesora universitaria, como titular de la materia “El derecho de niñas, niños y adolescentes a ser escuchados”, en el Ciclo Profesional Orientado de la Facultad de Derecho de la Universidad de Buenos Aires.
Junto con María Eugenia Vidal y Milagros Maylin fue una de las impulsoras de "La marea", una red de líderes comunitarios que se forman y estudian para brindar asistencia en sus propios barrios, las zonas más vulnerables del conurbano bonaerense.

## Críticas y controversias
En 2015 fue imputada en el marco de la causa contra Fernando Niembro, por el presunto desvío de 20 millones de pesos de pauta publicitaria a favor del candidato del Pro y por no respetar el margen de necesidad de las contrataciones directas.Tanto Niembro como el resto de los mencionados en la causa fueron sobreseídos en 2017.
En 2017 causó polémica el saludo por año nuevo de la cuenta oficial de Twitter del Ministerio a su cargo, en el cual se publicó un mapa de la Argentina que no incluía las islas Malvinas ni la Antártida Argentina. Stanley se disculpó y alegó un error del departamento de diseño.
En 2017, durante el debate por la revisión de pensiones por invalidez, trascendió el caso de Patricia Brandán, una persona que se suicidó presuntamente debido a la quita de su pensión.La noticia fue desmentida a los pocos días por un medio de la provincia de Salta y por la propia fiscal del caso.Brandán, que no recibía una pensión, murió debido a una intoxicación medicamentosa, sin establecerse el suicidio intencional ni los presuntos motivos. El hecho fue caratulado como “muerte dudosa”.
Durante la campaña para las elecciones legislativas de 2017, el intendente de Tafí Viejo, Tucumán, el peronista Javier Noguera, declaró que camiones provenientes del Ministerio de Desarrollo Social de la Nación, descargaban electrodomésticos, camas y colchones en San Miguel de Tucumán, entregados de manera irregular bienes del Estado nacional en vehículos particulares y camiones de la capital tucumana con la intención de "comprar votos".Los supuestos hechos denunciados por Noguera, identificado con el entonces gobernador José Alperovich y enfrentado públicamente con el presidente Mauricio Macri formaron parte de acusaciones cruzadas de clientelismo durante la campaña en esa provincia..
En febrero de 2018, un estudio del Monitor de Clima Social (MCS) relevado periódicamente por el Centro de Estudios Metropolitanos (CEM), un centro interuniversitario que integran la Universidad Metropolitana para la Educación y el Trabajo (UMET); la Universidad Nacional Arturo Jauretche y la Universidad Nacional de Hurlingham indicó que un 37 por ciento de los hogares disminuyeron las porciones de comida por razones económicas,  porcentaje que en junio aumentó al 48 por ciento y el 40 por ciento pasó momentos de hambre por razones económicas durante el último año.Mientras que el número de niños con malnutrición llegó a aumentar al 42 por ciento en los dos años de gestión.
En septiembre de 2018 la relatora especial sobre alimentación de las Naciones Unidas, Hilal Elver, escribió un duro informe sobre la situación del país advirtiendo que cuatro millones de argentinos enfrentan una seria inseguridad alimentaria y padecen hambre.Según datos de la UCA durante 2019 tres de cada diez niños y adolescentes comieron menos que en 2018 y más del 13 por ciento de todos los niños, niñas y adolescentes directamente pasó hambre. Durante su gestión el riesgo alimentario creció a la par del aumento de la pobreza que el en 2018 llegó al 51,7 por ciento en la franja que va de los 2 a los 17 años.
En agosto de 2019 se conoció el informe de la situación social en Argentina  mediante datos elaborados por un conjunto de organismos nucleados bajo la Organización de las Naciones Unidas (ONU) que  señaló que en entre 2016 y 2018, el número de personas que padecen inseguridad alimentaria moderada o grave en Argentina se incrementó en casi seis millones de personas, llegando a 14,2 millones a fines de 2018. El estudio fue elaborado por cinco organismos multilaterales: la Organización de las Naciones Unidas para la Alimentación (FAO), el Fondo Internacional de Desarrollo Agrícola (FIDA), El Fondo de las Naciones Unidas para la Infancia (UNICEF), el Programa Mundial de Alimentos (PMA) y la Organización Mundial de la Salud (OMS),
En 2019 tras la quita del Ministerio de Salud y su unificación con el de Desarrollo  Social a cargo de Stanley se dispuso el cese de la provisión de las dosis contra la meningitis para los niños de 11 años, además las provincias se quejaron por las demoras en los envíos de esta vacuna por parte de Nación y de otras vacunas elementales como la del HPV, Sabin y antigripal.Tras tres años como funcionaria de gobierno nacional, al frente del Ministerio de Desarrollo Social, su patrimonio se incrementó en un 345%, según lo informado por la misma ministra. 
En 2013 fue denunciada, junto a otros funcionarios porteños, por «estrago culposo seguido de muerte e incumplimiento de los deberes de funcionario público», por las consecuencias que ocasionaron las inundaciones en la Ciudad de Buenos Aires en abril de ese año, que causaron seis muertes en la ciudad.